# Fortaleza do Tabocão
Fortaleza do Tabocão là một đô thị thuộc bang Tocantins, Brasil. Đô thị này có diện tích 621,558 km², dân số năm 2007 là 2101 người, mật độ 3,38 người/km².